# Lappland Goldminers
Lappland Goldminers var ett svenskt gruvföretag med verksamhet i Sverige och Finland.
Lappland Mineral HB bildades 1988 för att prospektera guldmalm efter det att det 1973 upptäckts ett guldförande block vid Norrån, sydost om Fäboliden i Lycksele kommun.
Platsen för mineraliseringen upptäcktes 1992. År 1997 grundades Lappland Goldminers, vars aktier listades på Nya marknaden på Stockholms fondbörs 2004.
Lappland Goldminers prospekterade förutom vid Fäboliden bland annat i Stortjärnhobben i Storumans kommun, där en guldmineralisering upptäckts 1988. 

## Fäboliden
Lappland Goldminers utvecklade under många år fyndigheten vid Fäboliden, som ligger längs den så kallade Guldlinjen. I trakten av orten planerade 
Lappland Goldminers ett dagbrott med processverk, som skulle bli den största guldgruvan i Europa, med en årlig produktion om 4 ton guld .

## Blaikengruvan
Lappland Goldminers köpte i augusti 2008 konkursboet efter Scanmining, som drivit Blaikengruvan i Sorsele kommun, i syfte att återuppta gruvdriften. Under 2011 investerades i anrikningsverket, men fortsatta undersökningar visade av fyndigheten var otillräcklig.

## Pahtavaara
I Scanminings konkursbo ingick också guldgruvan Pahtavaara i Sodankylä i Finland. Malm bröts där till början av 2014.

## Konkurs
Lappland Goldminers gick i konkurs 2014. Gruvprojektet i Fäboliden övertogs av det australiska företaget Dragon Mining, som senare har sökt bearbetningskoncession, men som fick avslag på en ansökan av Mark- och miljödomstolen vid Umeå tingsrätt 2022 med motivering att lastbilstrafiken med malm till anrikningsverket i Svartliden skulle bli för störande. Året därpå beslöt Mark- och miljööverdomstolen att inte bevilja prövningstillstånd för att ta upp målet.